# حليب نعجة
حليب الضأن أو حليب النعاج هو حليب يُفرز من ضرع النعجة أنثى الخروف. ومن الشائع استخدامه لتحضير منتجات الألبان.

## الإنتاج
تُربّى قلّة من سلالات الخرفان حيث تُصطفى اصطناعياً لغرض إنتاج الحليب، وضمان الحصول على أكبر كمية إنتاج ممكنة. تشمل هذه السلالات لاكون وأغنام فريزيان الشرقية وخراف صردية وسلالة العواسي.

لا تنتج النعاج الحليب باستمرار. لكن تكون فترة إنتاج الحليب خلال 80 إلى 100 يوماً بعد فطام الحملان.

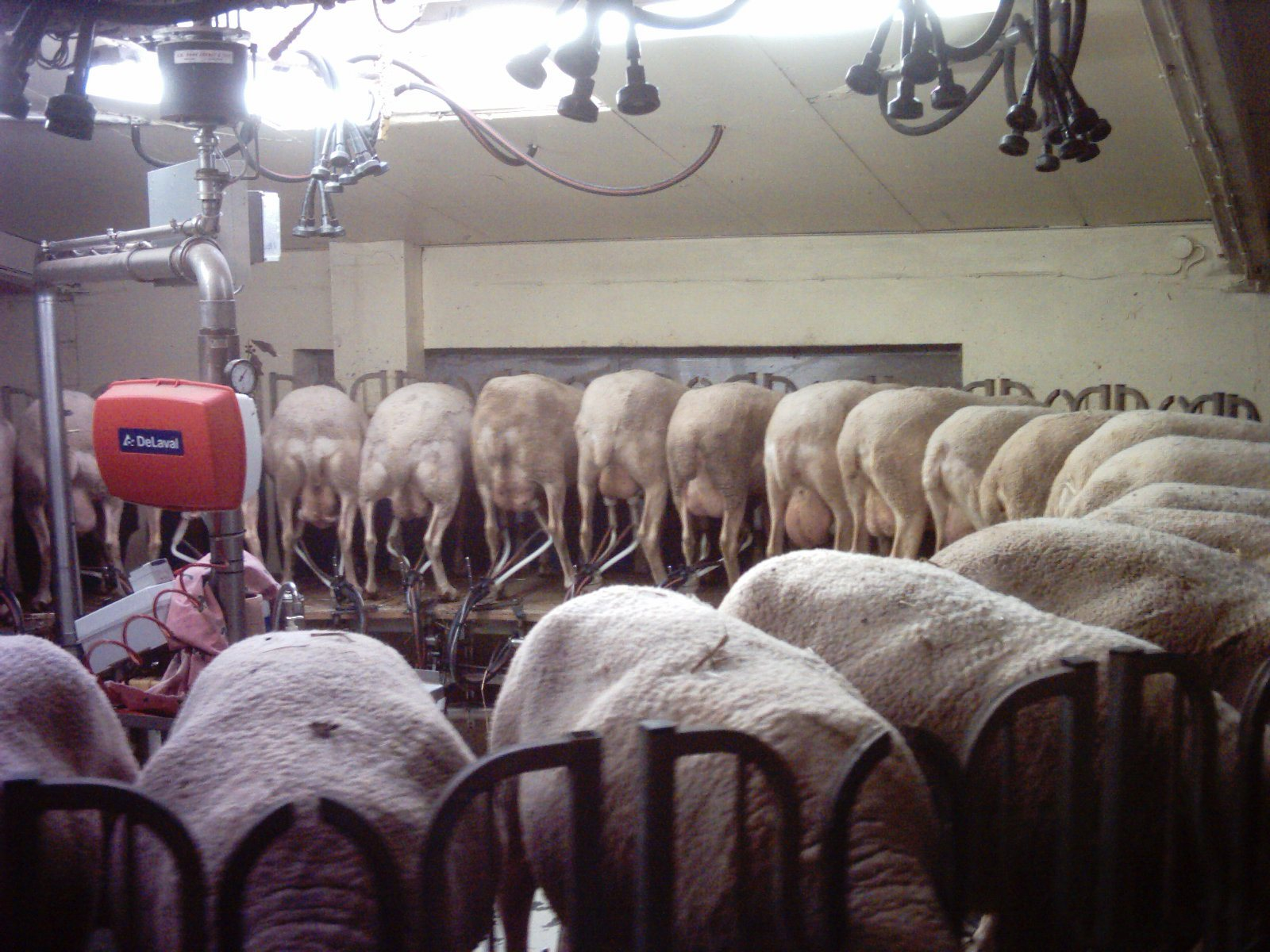
خراف مخصصة لإنتاج حليب منتجات الألبان في روتاري بارلور، أفيرون، فرنسا

## المنتجات والمشتقات
تتضمن الأجبان المصنوعة من حليب النعجة جبنة فيتا من اليونان وروكفور من فرنسا ومانتشيغو من إسبانيا وجبنة سيرا دا إستريلا من البرتغال وجبنة بيكورينو وبيكورينو رومانو، وجبن ريكوتا وبيكورينو ساردو من إيطاليا، وغبينا من مالطا وغوموليا من هنغاريا، وبريندزا من سلوفاكيا وبريندزا بودهالانسكا من بولندا.
كما تصنع الألبان الرائبة كاللبنة من حليب النعجة. على الرغم من أن الأغنام تنتج كمية أقل من الحليب مقارنةً بالبقر، إلا أنه أغنى بالدهون والمواد الصلبة والمعادن، مما يجعله مثالياً لصنع الجبن.

## القيم الغذائية للمكونات

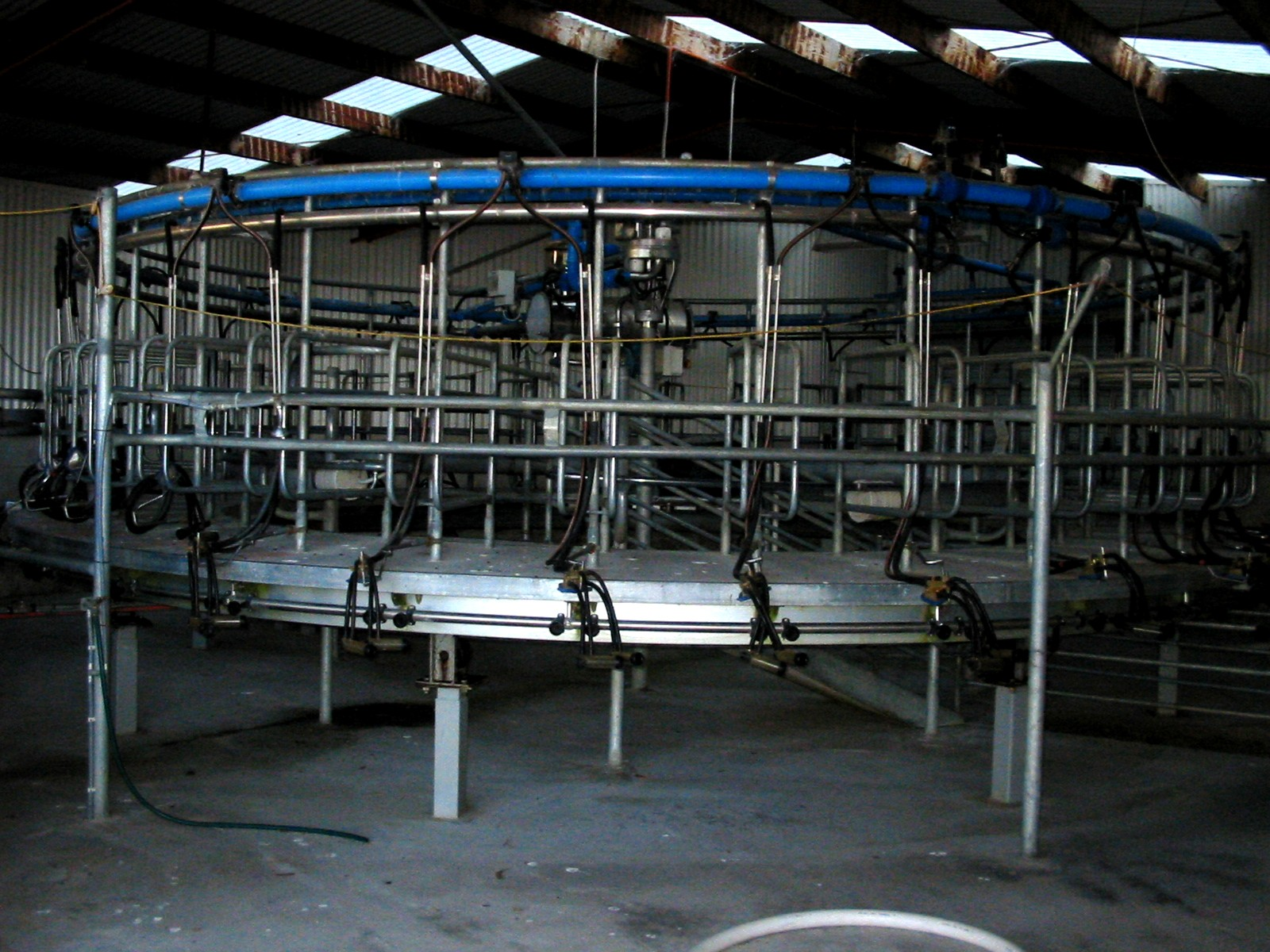
حلب النعاج ميكانيكياً، الجزيرة الجنوبية، نيوزيلندا
.

تحليل مكونات الحليب لكل 100غم:
| المكونات              | الوحدة      | البقر | الماعز | جاموس الماء | الخروف |
| --------------------- | ----------- | ----- | ------ | ----------- | ------ |
| الماء                 | غرام        | 87.8  | 88.9   | 81.1        | 83.0   |
| البروتين              | غرام        | 3.2   | 3.1    | 4.5         | 5.4    |
| الدهون                | غرام        | 3.9   | 3.5    | 8.0         | 6.0    |
| الكربوهيدرات          | غرام        | 4.8   | 4.4    | 4.9         | 5.1    |
| الطاقة                | كيلو كالوري | 66    | 60     | 110         | 95     |
|                       | كيلو جول    | 275   | 253    | 463         | 396    |
| السكريات (لاكتوز)     | غرام        | 4.8   | 4.4    | 5.1         | 4.9    |
| الدهون المشبعة        | غرام        | 2.4   | 2.3    | 4.2         | 3.8    |
| دهون غير مشبعة أحادية | غرام        | 1.1   | 0.8    | 1.7         | 1.5    |
| دهون غير مشبعة متعددة | غرام        | 0.1   | 0.1    | 0.2         | 0.3    |
| كوليسترول             | ملغم        | 14    | 10     | 8           | 11     |
| كالسيوم               | IU          | 120   | 100    | 195         | 170    |
| الأحماض الدهنية:      |             |       |        |             |        |

## وصلات خارجية
- Sheep dairying at sheep101.com
- Sheep dairying documentary by Cooking Up A Story